# Kenneth Gaburo
Kenneth Gaburo (* 5. Juli 1926 in Somerville; † 26. Januar 1993 in Iowa City) war ein US-amerikanischer Komponist und Musikpädagoge.

## Leben und Werk
Kenneth Gaburo studierte an der Eastman School of Music der University of Rochester (B.M. und M.M. 1949) und von 1955 bis 1962 an der University of Illinois in Urbana (D.M.A. 1962). Er lehrte als Musikprofessor 1949 bis 1950 an der Kent State University in Lake Charles (La), von 1950 bis 1954 am McNeese State College in Lake Charles, von 1955 bis 1968 an der University of Illinois in Urbana und ab 1968 an der University of California in San Diego.
Von seinen kompositorischen Werken müssen die Opern The Snow Queen (Lake Charles/La. 1952) und The Widow (nach eigenem Libretto, Urbana 1959) genannt werden. Darüber hinaus schrieb er das abstrakte Theaterstück (auf einen eigenen Text, Urbana 1957), die Orchesterwerke On a Quiet Theme (1954), Elegie für kleines Orchester (1959), die kammermusikalischen Werke Antipony IV (Poised) für Piccoloflöte, Kontrabass und Posaune und elektronische Klänge (1967), Antiphony V für Klavier und elektronisch Klänge (1969) und die Vokalwerke Three Dedications to Lorca (1954), Antiphony III (Pearl White Moments) für 16 Stimmen und elektronische Klänge (1962), Antiphony II (Variations on a Poem of Cavafy) für Chor und elektronische Klänge (1962), Lingua für zwei Soli, zwei Alt, Tenor, Bass Violine, vier Schlagzeuger, zwei Kontrabass, Scheinwerfer und Verstärker (1969), Two für Mezzo-Sopran, Altflöte und Kontrabass (1962).